# محمد بن كرام السجستاني
محمد بن كرام السجستاني (بالفارسية: محمد بن کرام) مُبتدع، شيخ ومؤسس فرقة الكرامية إحدي فرق المرجئة، ولد في سجستان، بعيد الصيت، كثير الأصحاب، ولكنه يروي الواهيات كما قال ابن حبان. خذل حتى التقط من المذاهب أرداها، ومن الأحاديث أوهاها، ثم جالس الجويباري، وابن تميم، ولعلهما قد وضعا مائة ألف حديث، وأخذ التقشف عن أحمد بن حرب. قال إن الإيمان هو تصديق باللسان فقط وليس تصديق بالقلب، نفي إلى نيسابور وتم سجنه هناك لمدة ثمانية أعوام لأجل بدعته، ثم أخرج وسار إلى بيت المقدس ومات بالشام في سنة 255 هـ.